# Richard Chichester du Pont
Richard Chichester du Pont, familièrement appelé Dick du Pont (2 janvier 1911 - 11 septembre 1943) est un homme d'affaires américain et un pionnier de l'aviation et du vol à voile, membre de l'éminente famille Du Pont. Il est le fondateur du principal transporteur hérité des États-Unis, US Airways, après avoir été assistant spécial du général Henry H. Arnold, le chef des forces aériennes des États-Unis.

## Biographie
du Pont nait le 2 janvier 1911 à Wilmington, Delaware. Il est le fils de A. Felix du Pont (en) (1879-1948) et de Mary Chichester (1878-1965).
Jeune garçon, il s'enthousiasme pour l'aviation et prend des cours de pilotage. Son intérêt pour le vol s'élargit pour inclure les planeurs ; et il en pilote alors qu'il est encore adolescent. À l'Université de Virginie, il fonde un club de vol à voile sur le campus. 
En 1932, il part étudier l'aviation et l'ingénierie aéronautique au Curtiss-Wright Technical Institute à Glendale en Californie. Autour du Curtiss-Wright Technical Institute, Hawley Bowlus, concepteur et constructeur de planeurs. Martin Schempp, et Richard C. du Pont, vont concevoir le Bowlus 1-S-2100 Super Albatros, planeur remarquable qui s'inspire des planeurs allemands et qui va dominer la compétition américaine dans les années 1930.
Cette année-là, lui et sa sœur Alice (en) (1912-2002) pilotent un avion à cockpit ouvert sur le fleuve Amazone.

## Bowlus - du Pont Sailplane Company
En 1933, Richard du Pont s'associe à Hawley Bowlus pour créer la Bowlus-Du Pont Sailplane Company , dans le but de fabriquer et de vendre des planeurs ; société éphémère elle combine le financement Richard du Pont, et les compétences en ingénierie de Hawley Bowlus. du Pont rachète Bowlus et la société devient une entité officielle dans le Delaware en 1934 (Bowlus-Du Pont Sailplane, inc.). La société construit quatre planeurs Albatross II de 1934 à 1936 à Wilmington, Delaware. Depuis ce début, du Pont acquiert une renommée croissante en tant qu'expert en planeur, participe à des compétitions de vol à voile et devient détenteur de records du monde de vol à voile,.
Du Pont effectue un vol record dans l'un de leurs planeurs le 21 septembre 1933, décollant d'Afton Mountain dans le Rockfish Gap et parcourant 121,6 miles jusqu'à Frederick, Maryland. 
Le 19 mars 1934, Richard du Pont épouse Helena Allaire Crozer (en). Ils ont deux enfants, Richard Chichester du Pont, Jr. et Lana du Pont.
Le 25 Juin 1934, réalisant un vol en ligne droite de 158 miles (255 km) de Elmira à Basking Ridge, du Pont, sur Bowlus-du Pont Super Albatros II, établit un record du monde, enregistré par la Fédération aéronautique internationale. Allaire du Pont, le même jour obtient sa licence de planeur. La même année du Pont obtient son  est « Silver badge C », 32e mondial et 2e américain ; un an après J.K. O'Meara qui l'a obtenu en 1933; et un an avant son ami Lewin Barringer.
La  Bowlus-Du Pont Sailplane cesse ses activités en septembre 1936. Le dernier Albatros survivant est exposé au Smithsonian's National Air and Space Museum.

## Soaring Society of America
du Pont est par la suite activement engagé dans les activités de vol à voile, s'efforçant par l'intermédiaire de la Soaring Society of America dont il est membre, de susciter l'intérêt pour le vol à voile. du Pont devient président de la SSA en 1937 et créé le magazine « Soaring (en) », et le bureau de l'organisation à Philadelphie ; il nomme le vélivole Lewin Barringer directeur général de l'association et rédacteur en chef du magazine. du Pont joue un rôle essentiel dans la survie du vol à voile américain dans les années de la grande dépression jusqu'à avant la Seconde Guerre mondiale. Il fournit une aide matérielle, mais donne aussi de son temps, son énergie et son leadership à la SSA alors de taille petite et en difficulté.
Dick est trois fois champion de l'Elmira Soaring Contest à Elmira, en 1934, 1935 et 1937.

## All American Aviation
Richard du Pont et son frère aîné A. Felix du Pont Jr. (en) (1905-1996) créent l'ancêtre d'US Airways et le rebaptise American Airlines, la plus grande compagnie aérienne du monde. Leur All American Aviation (en) Company (AAA) de Wilmington, Delaware, était en 1939 d'abord un service de poste aérienne qui desservait des parties de la Pennsylvanie, de la Virginie-Occidentale, du Kentucky et de l'Ohio, particulièrement dans les montagnes. Étant donné que de nombreuses communautés n'avaient pas de pistes d'atterrissage, l'entreprise a conçu (d'après une idée de Lytle S. Adams auteur également d'une bombe à bombe à chauves-souris), un système utilisant des crochets et des cordes qui permettaient à l'avion postal de déposer et ramasser les sacs du Département des Postes des États-Unis sans atterrir. Plus tard, All American a commencé à transporter des passagers sur son réseau limité. Malgré l'ajout de plus de destinations, la compagnie aérienne est restée une petite opération, desservant de nombreuses communautés éloignées à travers les Alleghenies. 
En 1949, la compagnie a commencé le service passagers et changé son nom en All American Airways puis en Allegheny Airlines. 

## Glider snatch pick-up
Pendant la Seconde Guerre mondiale, le Département de la Guerre des États-Unis créé le programme américain de planeurs. Les architectes du programme de planeurs de l'armée de l'air américaine déterminèrent au printemps 1942 que les grands planeurs de transport de troupes et de fret en cours de développement étaient tout simplement trop chers pour être abandonnés après une mission de combat. Le prix unitaire le moins cher pour un CG-4A 15-place était de 15 580 $, tandis que certaines entreprises facturaient beaucoup plus. 
Les champs et les pâturages dans lesquels les planeurs atterrissaient étaient généralement trop petits et trop accidenté pour qu'un avion atterrisse et récupère les planeurs. L'Air Force se tourna vers Richard C. du Pont, alors président de All American Aviation (AAA) qui démontra aux responsables américains de l'U.S. Air Crops à Wright Field, Ohio, les 18 juillet et 22- 28 septembre 1941 que la récupération aérienne des planeurs était faisable. Des recherches furent menées au sein de la AAA, et continuées après le décès de Richard C. du Pont en septembre 1943, débouchant sur un système efficace (Glider snatch pick-up).
À la suite du Débarquement de Normandie la plupart des Horsas et les 292 CG4A, sauf 13, se trouvèrent dans des champs fortement boisés inaccessibles à l'avion d'arrachement, soit endommagés de manière irréparable par des atterrissages brutaux, des bombardements allemands ou le vandalisme, quelquefois perpétrés par les soldats américains eux-mêmes. Le 25 juin 1944, 13 CG-4A furent arrachés de Normandie et renvoyés en Angleterre. À la suite de l'Operation Market Garden en Hollande qui s'était faite dans des conditions de tempête, 115 planeurs détruits furent complètement réparés et préparés pour le ramassage aérien. À la mi-décembre, lorsque les opérations de sauvetage ont pris fin, 281 planeurs américains seulement furent arrachés aux Pays-Bas. Le système servit par la suite dans d'autres opération.

## Special Assistant for the Glider Program
Après la mort Lewin B. Barringer, le directeur du programme des planeurs de l'armée, et ami de du Pont, Richard du Pont a été nommé assistant spécial du général Arnold pour les questions ayant trait aux planeurs. En examinant la fonction de Barringer, le général Arnold décide de lui donner le prestige d'état-major dont il a besoin en créant un statut de « Special Assistant for the Glider Program ». Il détenait le même pouvoir que les plusieurs chefs d'état-major adjoints sur les questions purement liées au programme de planeurs. du Pont ne bénéficiait pas d'un statut militaire et n'était pas non plus soumis à bon nombre de ses obligations.
En moins de cinq mois, le 11 septembre 1943, Richard est tué dans l'accident du planeur expérimental MC-1 de Bowlus, à March Air Field en Californie.

## Accident de l'Airborne and General MC-1
En octobre 1942, Bowlus et un associé, Albert Criz, ont lancé une campagne pour obtenir un contrat gouvernemental pour un prototype de planeur Cargo, dont la conception avait débuté en février 1942. Organisé sous le nom de Airborne Transport, Inc., de Los Angeles, l'entreprise est devenue, à son tour, l'Albert Criz Company, et enfin la General Airborne Transport Company, qui voit associé Bowlus et ses deux frères, Glenn et Fred, un promoteur nommé Albert Criz, et un avocat, Isidore Lidenbaum. Une entreprise de Chicago, General American Transportation Corp., détenait une participation majoritaire dans GAT. La société occupe un petit magasin à Los Angeles. 
En décembre 1942, Criz s'est présenté à Washington pour faire la promotion du Bowlus MC-1. Lors d'une réunion à Washington des hauts gradés du programme de planeurs, Alexis Felix du Pont (en), frère de Richard et Major de l'Air Transport Command, a alors exprimé son approbation pour le MC-1. Le 25 août 1943, Richard du Pont, alors Special Assistant for the Glider Program, photos à l'appui a présenté le planeur au général Henry Harley Arnold, lui expliquant les circonstances dans lesquelles il avait été construit; il a alors recommandé qu'il soit acheté comme approuvé commercialement comme pour le Douglas B-18 Bolo, dérivé du DC-2. Dick du Pont voyait un grand avenir pour le MC-1, pour des trains de planeurs transcontinentaux. Une semaine après sa rencontre avec Amold (autour du 1 septembre 1943) du Pont a de nouveau présenté le MC-I au général Oliver P. Echols, suggérant qu'un contrat soit passé par le Materiel Command (en) pour 1 000 planeurs, le contrat devant être administré par le ministère du Commerce.  
À la suite de sa nomination en tant qu'assistant d'Arnold, du Pont effectue alors différentes missions pour le Département de la guerre en tant que spécialiste techniques et professionnels civils. Par la suite, de temps à autre, du Pont, lorsque le programme de planeurs nécessite sa présence à des endroits précis, reçoit ses ordres de la Division du personnel civil. Le 6 septembre 1943, du Pont demande un ordre de voyage lui permettant de quitter Washington le 8 septembre pour se rendre en Californie dans le cadre d'un « projet spécial pour le programme de planeurs » ; l'ordre est délivré par la Division du personnel civil le jour même. Le projet spécial était le MC-1 de Bowlus.
L'avion a ensuite reçu une licence expérimentale de la Civil Aeronautics Administration et des vols d'essai ont été autorisés par cette agence. Conformément à cette autorité, le planeur (qui n'appartient pas à l'armée et est à tout moment la propriété du fabricant civil) est testé en vol par Hawley Bowlus au Lockheed Air Terminal en Californie et par la suite, sur la recommandation de du Pont, emmené à March Field, où il arrive le 10 septembre 1943. Il est prévu que le planeur, piloté par des employés civils du constructeur, soit remorqué par un B-24 de l'armée de Californie à Washington. 
du Pont et le colonel Percival Ernest Gabel, tous deux liés au programme de planeurs, atteignent March Field le 10 septembre. Plusieurs vols d'essai du planeur sont effectués ce jour-là, Bowlus en tant que pilote et du Pont et le colonel Gabel en tant que passagers. L'après-midi du 11 septembre, le colonel Gabel obtient de Bowlus la permission d'effectuer un vol de familiarisation dans le planeur en tant que premier pilote. Il n'a alors aucune autorisation militaire pour effectuer ce vol. Il insiste cependant et Bowlus accède à sa demande. Lewis Howard Morrison, un employé civil du constructeur, est alors copilote et du Pont l'un des passagers. Trois autre passager sont membres de la Albert Criz company. Un C-60 de l'armée remorque le planeur,,. 
Le planeur a décollé avec quelques passagers et chargé de sacs de grenaille de plomb ou de sable pour porter la charge à pleine capacité. Le lest mal fixé s'est détaché lorsque le planeur a traversé le souffle de l'avion remorqueur Lockheed C-60, provoquant un déplacement catastrophique vers l'arrière du centre de gravité,. Le planeur a commencé à marsouiner, mettant en danger l'avion remorqueur. Le planeur d'essai s'est détaché du remorqueur. À ce moment-là, le planeur était tellement déséquilibré qu'il était incontrôlable et il a plongé,. Dans l'accident qui a suivi, du Pont a sauté en parachute, mais son parachute ne s'est pas rempli correctement et il a été tué,. L'avion s'écrase 2 miles au sud-ouest de March Field, à Riverside.  
L'accident fait trois victimes sur les six occupants. Gabel, duPont et Lewis Howard Morrison de San Fernando, pilote de planeur professionnel et employé de la Albert Criz Company, le copilote meurent dans l'accident. Paul M. Wells et Harry N. Perl tous deux employés de la Albert Criz Company ont pu s'éjecter et ouvrir leur parachute.

Bien que deux autres pilotes ont été tués avec du Pont, sa mort, comme celle de Lewin Barringer, a suscité un vif sentiment de perte à travers le pays. Dans un hommage insolite, le New York Herald Tribune notait:
« Almost every day, to be sure, we learn of the loss of bombers or fighter planes over one or another of the combat zones and think of them, with a sinking of the heart, in terms of men sacrificed. Why, then, should the tragedy that has overtaken this particular aviator in an experimental flight etch itself so deeply on the imagination? »
« Presque tous les jours, bien sûr, nous apprenons la perte de bombardiers ou d'avions de chasse au-dessus de l'une ou l'autre des zones de combat et nous y pensons, avec un serrement de cœur, en termes d'hommes sacrifiés. Pourquoi, alors, la tragédie qui s'est abattue sur cet aviateur en particulier lors d'un vol expérimental devrait elle s'imprimer si profondément dans l'imagination ? »
« The answer seems to be that, besides distinguishing himself as a pilot and promoter of air transport, he long ago became our national champion of what he himself called pure flight—the soaring from cloud to cloud in a sailplane. Among Americans he was the man-bird par excellence, the exem- plar of a sport whose poetry takes the breath. So, his wings broken, he has fallen, and something beautiful, expressed in his daring and in the choice of his enthusiasms, has perished. »
« La réponse semble être qu'en plus de s'être distingué comme pilote et promoteur du transport aérien, il était devenu depuis longtemps notre champion national de ce qu'il appelait lui-même le vol pur, le vol d'un nuage à l'autre dans un planeur. Chez les Américains, il était l'homme-oiseau par excellence, l'exemple d'un sport dont la poésie prend le souffle. Alors, les ailes brisées, il est tombé, et quelque chose de beau, exprimé dans son audace et dans le choix de ses enthousiasmes, a péri. »
Le frère de Richard C. du Pont, le major Alexis Felix du Pont, Jr (en), a été nommé pour lui succéder à la tête du programme de planeurs.

## Postérité et hommages
Trois fois champion national américain de vol à voile, depuis 1947, le Richard C. du Pont Memorial Trophy est décerné chaque année au champion américain de vol à voile de la classe ouverte nationale. Un poste de l'American Legion à Claymont, Delaware est nommé en son honneur. Lors de la création du Soaring Hall of Fame en 1954 par la Soaring Society of America, Richard du Pont faisait partie du premier groupe intronisé.
En décembre 1943, il reçoit à titre posthume la Army Distinguished Service Medal.
La bourse Richard du Pont (programme du Pont Fellows dans le cadre de l'Alliance du Pont / MIT) a été décernée pour des études en aéronautique et astronautique.

## Lectures complémentaires
- Le journal The Evening Independent rapporte la mort de Richard du Pont
- Article du 2 octobre 1933 sur Richard Chichester du Pont

- Le site du Trophée commémoratif Richard C. du Pont
- La collection George J.Frebert sur l'aviation du Delaware au Hagley Museum and Library contient de la documentation sur le travail du promoteur de la compagnie aérienne Henry Belin du Pont et du pilote Richard Chichester du Pont, y compris le système de collecte de courrier aérien innovant mais de courte durée de ce dernier pour accrocher sacs de courrier montés au sol.
- Un instrument de recherche pour la collection d'albums et de photographies Richard C. du Pont et Summit Aviation au Hagley Museum and Library, qui contient des documents axés sur son travail avec les planeurs et la création et la croissance de Summit Aviation, la compagnie de transport aérien privée de son fils.
- Un instrument de recherche pour Richard C. du Pont divers, une collection de recherche au Hagley Museum and Library contenant des documents liés à Richard C. du Pont ; comprend des coupures de presse, des documents gouvernementaux officiels liés à son travail et le journal de bord de son yacht, Nahma.